# Tasha Scott
Tasha Scott é uma actriz e cantora norte-americana que já participou de várias produções teatrais nas décadas de 1980 e 90. Além disso, já apareceu em vários programas de televisão, incluindo Snoops, South Central e The Parent 'Hood, bem como em filmes como Troop Beverly Hills, Kiss Shot e Camp Cucamonga. Ela também interpretou o papel de Dorothy na digressão nacional norte-americana do musical The Wiz entre 1996 e 97. No seriado Quantum Leap, Scott desempenhou a personagem Effy no décimo segundo episódio da terceira temporada.